# Landser
 Landser (en alsacià Làndser) és un municipi francès, situat a la regió del Gran Est, al departament de l'Alt Rin. L'any 2006 tenia 1.592 habitants.

## Demografia
| 1962 | 1968 | 1975  | 1982  | 1990  | 1999  |
| ---- | ---- | ----- | ----- | ----- | ----- |
| 321  | 330  | 1.750 | 2.114 | 1.946 | 1.725 |

## Administració
| Període   | Identitat          | Partit |
| --------- | ------------------ | ------ |
| 1945-1950 | Prosper Kuentz     |        |
| 1950-1977 | Lucien Schnebelen  |        |
| 1977-2008 | Jean-Louis Lorrain | UMP    |
| 2008-     | Daniel Adrian      |        |